# 上洋遗址
上洋遗址，位于中国广东省河源市连平县陂头镇莲光村上洋，为河源市连平县的一个县级文物保护单位，类型为古遗址，公布时间为1986年1月。
上洋遗址的历史年代为新石器时代。